# Herzog von Montbazon

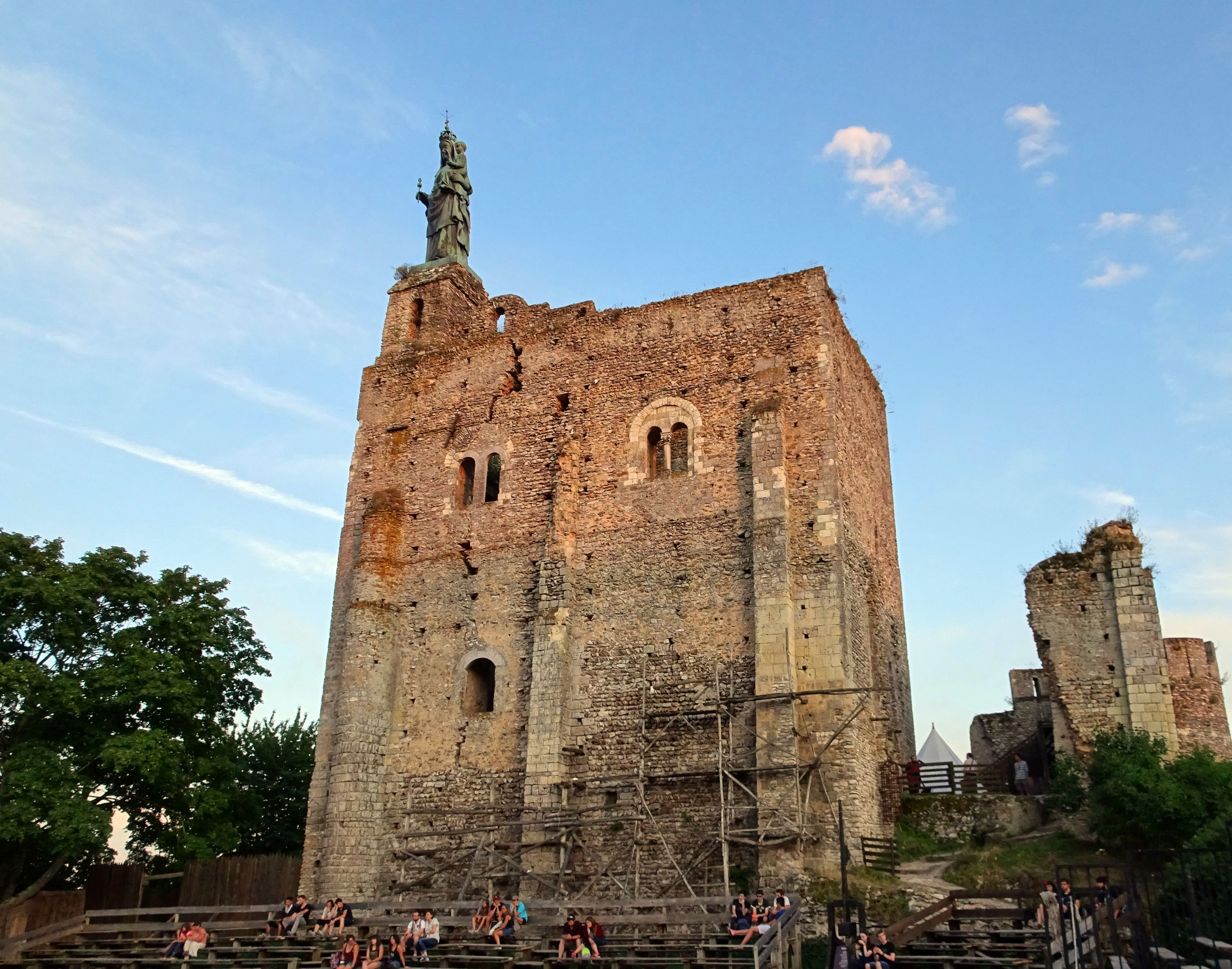
Burg Montbazon

Mit dem Titel Herzog von Montbazon (französisch: Duc de Montbazon) wurde im Mai 1588 Louis VII. de Rohan (1562–1589) ausgezeichnet. Zuvor (Februar 1547) war die Baronie Montbazon zugunsten von Louis VI. de Rohan (1539–1611) zur Grafschaft erhoben worden; nachdem der Graf im Jahr darauf kinderlos starb, wurde der Titel im März 1594 zugunsten seines Bruders Hercule de Rohan erneuert.
Bei der Erhebung zum Herzogtum wurde die Grafschaft Montbazon um die Orte Sainte-Maure-de-Touraine, Nouâtre und La Haye erweitert.

## Herren von Montbazon
- Jeanne de La Rochefoucauld, Dame de Montbazon; ⚭ Jean du Fou, Seigneur du Rostrenen
- Renée du Fou, deren Erbtochter
- ⚭ I Louis III. de Rohan († 1498), Seigneur de Guéméné, 1492 Seigneur de Montbazon, de Sainte-Maure et de Nouastre, Baron de Lanvaux
- ⚭ II Guillaume de La Marck, genannt Eber der Ardennen, Seigneur d’Äigremont et de Montbazon († 1516)
- Louis IV. de Rohan († 1527), Seigneur de Guéméné, de Montauban et de Montbazon, 1508 Baron de Lanvaux
- Louis V. de Rohan († 1557), Seigneur de Guéméné, de Montbazon et de Sainte-Maure, Baron de Lanvaux

## Graf von Montbazon
- Louis VI. de Rohan (1540–1611), dessen Sohn, 1547 Comte de Montbazon, 1570 Fürst von Guéméné

## Herzöge von Montbazon
- Louis VII. de Rohan (1562–1589), dessen Sohn, 1588 1. Duc de Montbazon
  - Pierre de Rohan (1567–1622), dessen Bruder, 2. Prince de Guéméné

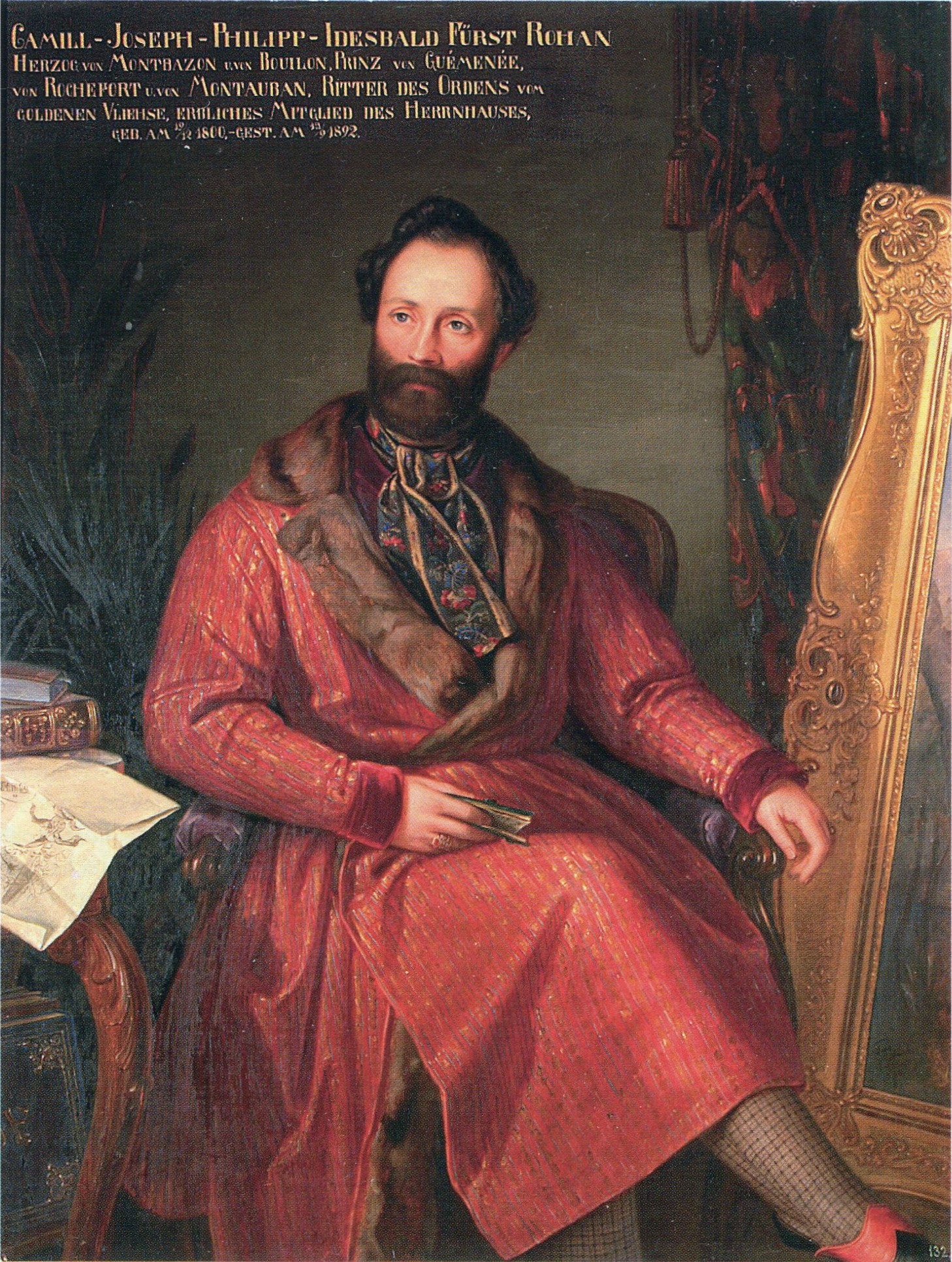
Fürst Camille von Rohan, 1846 11. Herzog von Montbazon

- Hercule de Rohan (1568–1654), dessen Bruder, 1594 2. Duc de Montbazon, 3. Prince de Guéméné
- Louis VIII. de Rohan (1598–1667), dessen Sohn, 1654 3. Duc de Montbazon, 4. Prince de Guéméné
- Charles II. de Rohan (1633–1699), dessen Sohn, 1667 4. Duc de Montbazon, 5. Prince de Guéméné
- Charles III. de Rohan (1655–1727), dessen Sohn, 1699 5. Duc de Montbazon, 6. Prince de Guéméné
  - François Armand de Rohan (1682–1717), dessen Sohn, genannt Prince de Montbazon
- Hercule Mériadec de Rohan (1688–1757), dessen Bruder, genannt Chevalier de Rohan, 1727 6. Duc de Montbazon, 7. Prince de Guéméné
- Jules Hercule Mériadec de Rohan (1726–1800), dessen Sohn, genannt Prince de Montbazon, 1757 7. Duc de Montbazon, 8. Prince de Guéméné
- Henri Louis Marie de Rohan (1745–1809), dessen Sohn, 1800 8. Duc de Montbazon, 9. Prince de Guéméné, 1808 böhmischer Fürst von Rohan-Guéméné
- Charles Alain Gabriel de Rohan (1764–1836), dessen Sohn, 1808 Fürst von Rohan, 1809 9. Duc de Montbazon, 10. Prince de Guéméné, 1816 Duc de Bouillon
- Louis Victor Mériadec de Rohan (1766–1846), dessen Bruder, 1830 österreichischer Fürst von Rohan-Guéméné, 1836 10. Duc de Montbazon, Duc de Bouillon, 11. Prince de Guéméné etc.
- Camille Philippe Joseph Ildesbald de Rohan (1800–1892), dessen Neffe und Adoptivsohn, 1833 von Louis Victor Mériadec de Rohan adoptiert und österreichischer Fürstenstand, 1846 Fürst Rohan, 11. Duc de Montbazon, Duc de Bouillon, 12. Prince de Guéméné, Prince de Rochefort et de Montauban
  - Arthur de Rohan (1826–1885), dessen Neffe
- Alain Benjamin Arthur de Rohan (1853–1914), dessen Sohn, 1892 Fürst Rohan, 12. Duc de Montbazon, Duc de Bouillon, 13. Prince de Guéméné, Prince de Rochefort et de Montauban
- Alain Anton Joseph Adolf Ignaz Maria de Rohan (1893–1976), dessen Sohn, 1914 Fürst Rohan, 13. Duc de Montbazon, Duc de Bouillon, 14. Prince de Guéméné, Prince de Rochefort et de Montauban
  - Karl Anton de Rohan (1898–1975), dessen Bruder
- Karl-Alain Albert Maria de Rohan (1934–2008), dessen Sohn, 1976 Fürst Rohan etc.
- Albert Marie de Rohan (1936–2019), dessen Bruder, 2008 Fürst von Rohan etc.
- Charles Raoul de Rohan (* 1954), aus einem jüngeren Zweig, 2019 Fürst von Rohan etc.